# Flaunt It
Flaunt It är det brittiska new wave-bandet Sigue Sigue Sputniks debutalbum, utgivet den 28 juli 1986 på etiketten Parlophone. Albumet producerades av Giorgio Moroder. Albumet nådde plats 10 på UK Albums Chart. Låten "Love Missile F1-11" blev en hit och nådde plats 3 på UK Singles Chart.

## Låtlista
| 1. | Love Missile F1-11 (Re-Recording Part II) | 4:49 |
| 2. | Atari Baby                                | 4:57 |
| 3. | Sex Bomb Boogie                           | 4:48 |
| 4. | Rockit Miss U.S.A.                        | 6:08 |

| 5.           | 21st Century Boy    | 5:10  |
| 6.           | Massive Retaliation | 5:02  |
| 7.           | Teenage Thunder     | 5:17  |
| 8.           | She's My Man        | 5:37  |
| Total längd: | Total längd:        | 41:48 |

## Medverkande
- Martin Degville – sång
- Tony James – synthgitarr
- Neal X – gitarr
- Ray Mayhew – trummor
- Chris Kavanagh – trummor
- Miss Yana Ya Ya (Jane Farrimond) – specialeffekter